# Ain Maatouf
Ain Maatouf  (in arabo عين معطوف‎?) è un centro abitato e comune rurale del Marocco situato nella provincia di Taounate, regione di Fès-Meknès. Conta una popolazione di 10 104 abitanti (censimento 2014).